# Municipio de Brush Creek (condado de Wright)
El municipio de Brush Creek (en inglés: Brush Creek Township) es un municipio ubicado en el condado de Wright en el estado estadounidense de Misuri. En el año 2010 tenía una población de 504 habitantes y una densidad poblacional de 5,37 personas por km².

## Geografía
El municipio de Brush Creek se encuentra ubicado en las coordenadas 37°18′45″N 92°28′4″O / 37.31250, -92.46778. Según la Oficina del Censo de los Estados Unidos, el municipio tiene una superficie total de 93.87 km², de la cual 93 km² corresponden a tierra firme y (0,93 %) 0,87 km² es agua.

## Demografía
Según el censo de 2010, había 504 personas residiendo en el municipio de Brush Creek. La densidad de población era de 5,37 hab./km². De los 504 habitantes, el municipio de Brush Creek estaba compuesto por el 96,83 % blancos, el 1,98 % eran afroamericanos y el 1,19 % eran de una mezcla de razas. Del total de la población el 1,19 % eran hispanos o latinos de cualquier raza.